# Baranda
Baranda (szerbül Баранда / Baranda) falu Szerbiában, a Vajdaságban, a Dél-bánsági körzetben. Közigazgatásilag Ópáva községhez tartozik.

## Fekvése
Pancsovától északnyugatra, a Temes mellett, Csenta keleti szomszédjában fekvő település.

## Története
Baranda és környéke már az ősi időkben lakott hely volt, amit a település közelében fekvő téglaverő telepen gyakran talált edénytöredékek és emberi csontok is igazolnak.
Nevét 1340-ben említette először oklevél Berend néven. A település ekkor Keve vármegyéhez tartozott.
A 11. század második felében az úzokkal és kunokkal a dél-orosz sztyeppén feltűnő és kijevi Oroszországban is határvédőként telepített berend nép települése.
1340-ben királyi ember nevében tűnik fel neve, aki a káptalan által Bencenc faluban beiktat.
Pesty Frigyes leírásában a település nevében a Keve vármegyéhez tartozó Berend helységet sejtette, ahonnan a Berendi Bak család származott. A Bak család tagjai közül Berendi Bak János 1451-ben, Hunyadi János megbízottja volt Szendrőn, Gáspár pedig 1460-ban Jajce ostrománál tüntette ki magát.
Az 1723-1725-ös gróf Mercy-féle térképen a pancsovai kerületben, a lakatlan helyek között volt feltüntetve. 1768-ban a németbánsági katonai határőrvidék szervezésekor  a határőrök vették birtokukba.
1775-1778-ban a kikindai kerületből több szerb család költözött ide. 1872-ben, a katonai határőrvidék feloszlatása után Torontál vármegyéhez csatolták.
1910-ben 1911 lakosából 22 magyar, 40 német, 1824 szerb volt. Ebből 42 római katolikus, 19 evangélikus, 1784 görögkeleti ortodox volt.
A trianoni békeszerződés előtt Torontál vármegye Antalfalvai járásához tartozott.

## Népesség

### Demográfiai változások
| 1948 | 1953 | 1961 | 1971 | 1981 | 1991 | 2002 | 2011 |
| ---- | ---- | ---- | ---- | ---- | ---- | ---- | ---- |
| 1917 | 1934 | 1841 | 1671 | 1656 | 1690 | 1648 | 1544 |